# Westchester Knicks
Die Westchester Knicks sind ein US-amerikanisches Basketballteam in White Plains, das seit der Spielzeit 2014/15 am Spielbetrieb der NBA G-League teilnimmt.

## Geschichte
Zur Saison 2014/15 verkündeten die New York Knicks die Gründung eines eigenen Teams in der NBA G-League, um dort die Ausbildung junger Spieler besser forcieren zu können. Anfang Mai 2014 gaben die Knicks bekannt, dass das Team seine Spiele im Westchester County Center austragen wird, welches bei Heimspielen 5.000 Plätze bietet.
Das Team wurde Westchester Knicks genannt und orientiert sich bei Farben und Logos an den New York Knicks. Das Logo wurde an das von den New York Knicks zwischen 1946 und 1964 verwendete Logo angelehnt.